# Lucius Shepard
Lucius Shepard, född 21 augusti 1943 i Lynchburg i Virginia, död 18 mars 2014 i Portland i Oregon, var en amerikansk fantasy- och science fiction-författare som 1986 belönades med Nebulapriset för kortnovellen R&R.
Hans berättelser utspelas ofta i Centralamerika.